# Börse Frankfurt

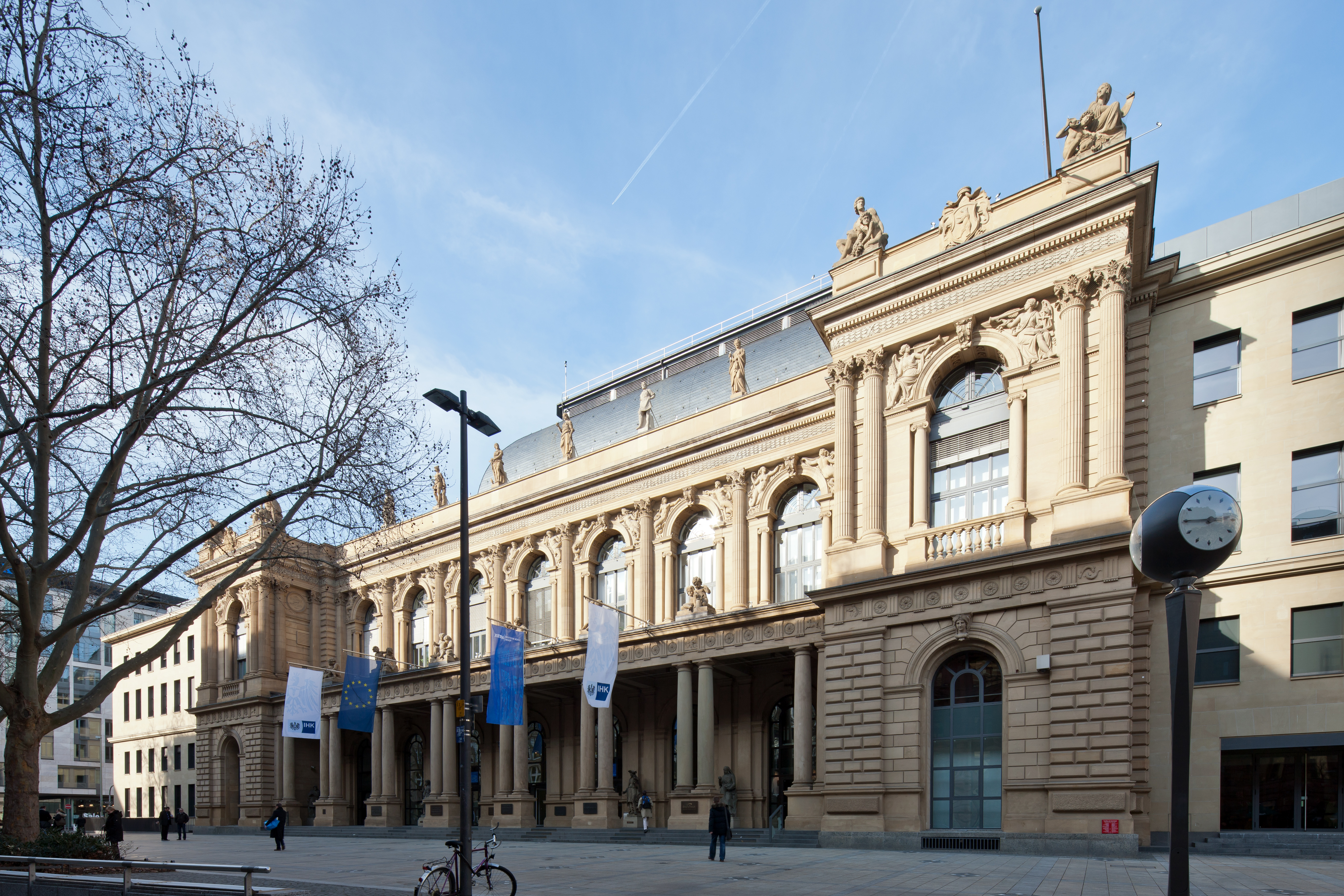
Gebäude der Frankfurter Wertpapierbörse

Die Börse Frankfurt (Marktidentifikationscode XFRA) ist ein börslicher Handelsplatz der Frankfurter Wertpapierbörse (FWB) für Privatanleger. Die FWB betreibt außerdem den elektronischen Handelsplatz Xetra, der für den professionellen Handel konzipiert ist. Mit Xetra gehört sie zu den größten Wertpapierbörsen der Welt. Gemessen am Wert der Unternehmen, deren Aktien gehandelt werden, ist die Börse Frankfurt die drittgrößte Börse Europas (Stand 2022). Ihr Marktanteil am Wertpapierhandel in Deutschland wird mit 90 Prozent angegeben. Träger der Frankfurter Wertpapierbörse sind die Deutsche Börse AG und die Börse Frankfurt Zertifikate AG.
An der Börse Frankfurt findet montags bis freitags von 08:00 bis 20:00 Uhr MEZ/MESZ der fortlaufende Handel statt. Abweichend davon sind die Handelszeiten für so genannte strukturierte Produkte (08:00 bis 22:00 Uhr) und Anleihen (08:00 bis 17:30 Uhr). Der Handel auf Xetra findet montags bis freitags von 09:00 bis 17:30 Uhr MEZ statt.

## Geschichte der Frankfurter Wertpapierbörse

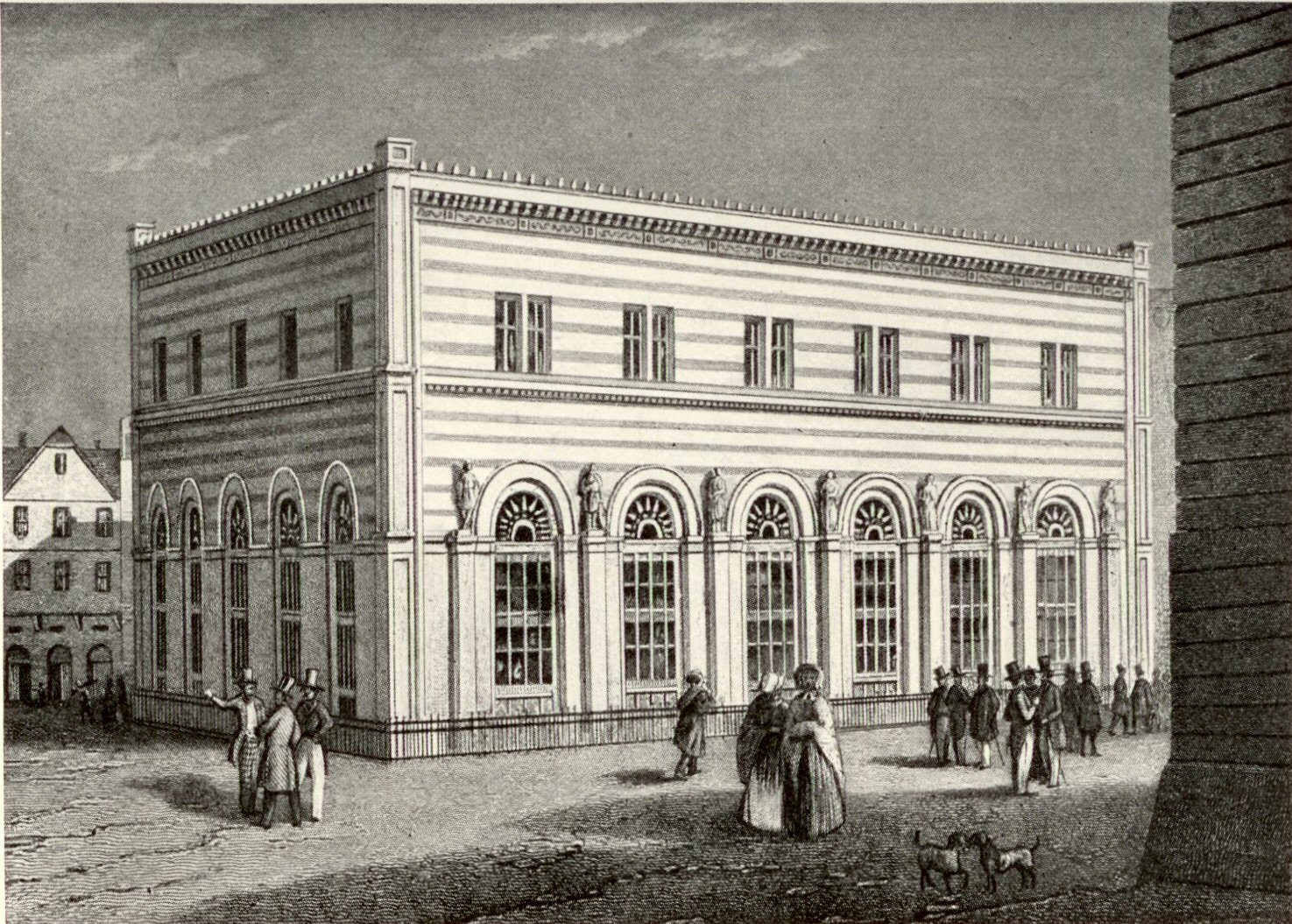
Alte Börse Frankfurt, ca. 1845

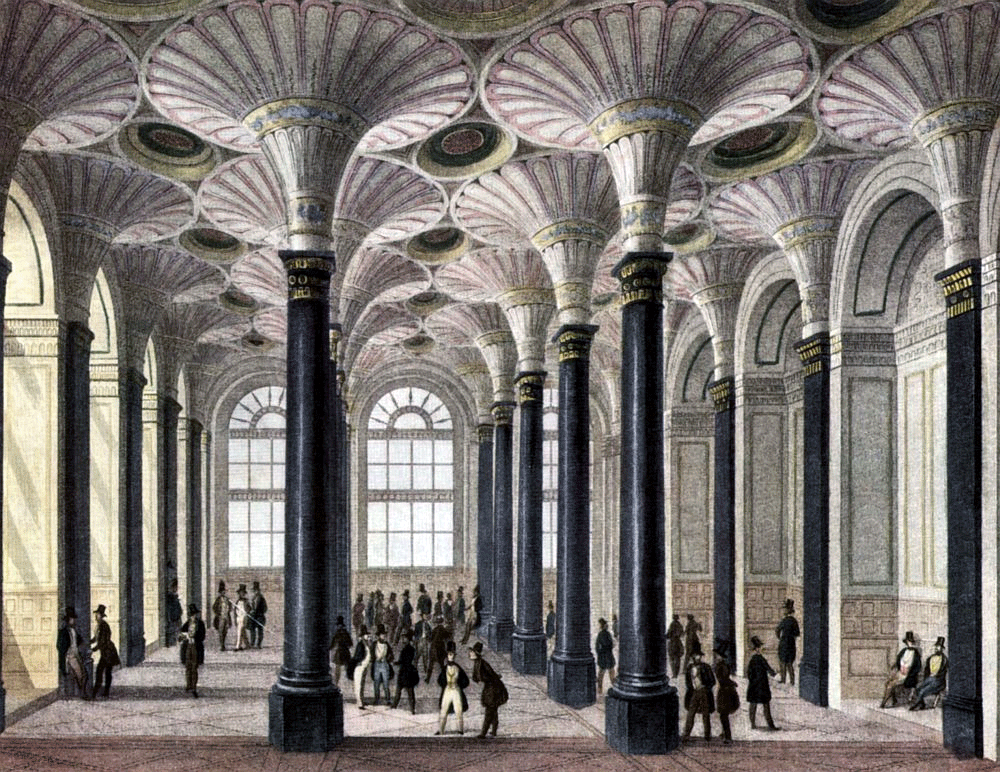
Innenraum der Alten Börse, 1845

### Alte und Neue Börse
→ Zur Geschichte des Frankfurter Börsenwesens bis zum Bau der Neuen Börse siehe: Alte Börse (Frankfurt am Main)
Seit 1843 besaß die Frankfurter Wertpapierbörse, nachdem sie fast anderthalb Jahrhunderte zur Miete im Haus Braunfels am Liebfrauenberg untergebracht gewesen war, erstmals ein eigenes Börsengebäude.
Damals ahnte kaum jemand, wie schnell Frankfurt bald wachsen sollte (Verstädterung, Demografie Deutschlands) und wie schnell die Bedeutung des Börsenhandels bald wachsen sollte. Nach der Reichsgründung 1871 kam es in Deutschland zu einem Wirtschaftsaufschwung (siehe Gründerjahre) und zu einer sehr raschen Industrialisierung. Das Gebäude der Alten Börse erschien deutlich unterdimensioniert.
Bald stand fest, dass ein neues Gebäude im Nordwesten der Neustadt, auf dem Gebiet der frühneuzeitlichen Anlagen des Rahmhofs und des Taubenhofs entstehen würde, der dafür ebenso wie zahlreiche Häuser für die Durchbrüche der umgebenden Straßen weichen musste. 1879 wurde die von den Frankfurter Architekten Heinrich Burnitz und Oskar Sommer entworfene Neue Börse eingeweiht.
Trotz der mit der industriellen Revolution aufkommenden Aktien lag der Schwerpunkt des Frankfurter Börsenhandels weiterhin auf dem Handel mit Obligationen.
Während des Ersten Weltkrieges wurde der Handel mit ausländischen Wertpapieren nach und nach eingestellt. Darunter litten auch die guten internationalen Kontakte der Frankfurter Börse. Während der Inflation (1914–1923) fiel die Kaufkraft von Wertpapieren, die einen Geldwert ausdrückten, ins Bodenlose. Aktien wurden hingegen zum begehrten Spekulationsobjekt.
Während der Zeit des Nationalsozialismus behinderte das NS-Regime den freien Markt stark. Das Kapital der Anleger sollte nach dem Willen der Machthaber weitgehend der Aufrüstung der Wehrmacht bzw. später der Kriegswirtschaft zugutekommen und durfte daher nicht mehr in größere Anleihen oder Aktien investiert werden. Reichswirtschaftsministerium und Reichsbank waren wichtige Organe der NS-Politik.
Dennoch fand weiter ein gewisser Börsenhandel statt. Auch während der Luftangriffe auf Frankfurt am Main (im März 1944 wurde das Frankfurter Börsengebäude schwer beschädigt) handelten Makler in den Kellerräumen der Börse. Nach der Kapitulation der Wehrmacht blieb die Börse zunächst geschlossen; am 14. September 1945 konnte sie – als erste deutsche Börse – wiedereröffnet werden.
Nach der Währungsreform 1948 stieg die Frankfurter Wertpapierbörse in der internationalen Geltung wieder auf. Mit der Erlaubnis zum Handel ausländischer Börsenpapiere im Jahre 1956 konnte die Börse wieder die deutsche Spitzenposition einnehmen. Die Börse Frankfurt begleitete in den 1950er und 1960er Jahren das sogenannte Wirtschaftswunder in Deutschland und hatte nach eigenen Angaben eine wichtige Funktion als Kapitalvermittler für den Wiederaufbau des Landes.
1969 begann die Börse, Teile ihres Datenbestandes elektronisch zu verarbeiten. 1988 wurde der Aktienindex DAX eingeführt.

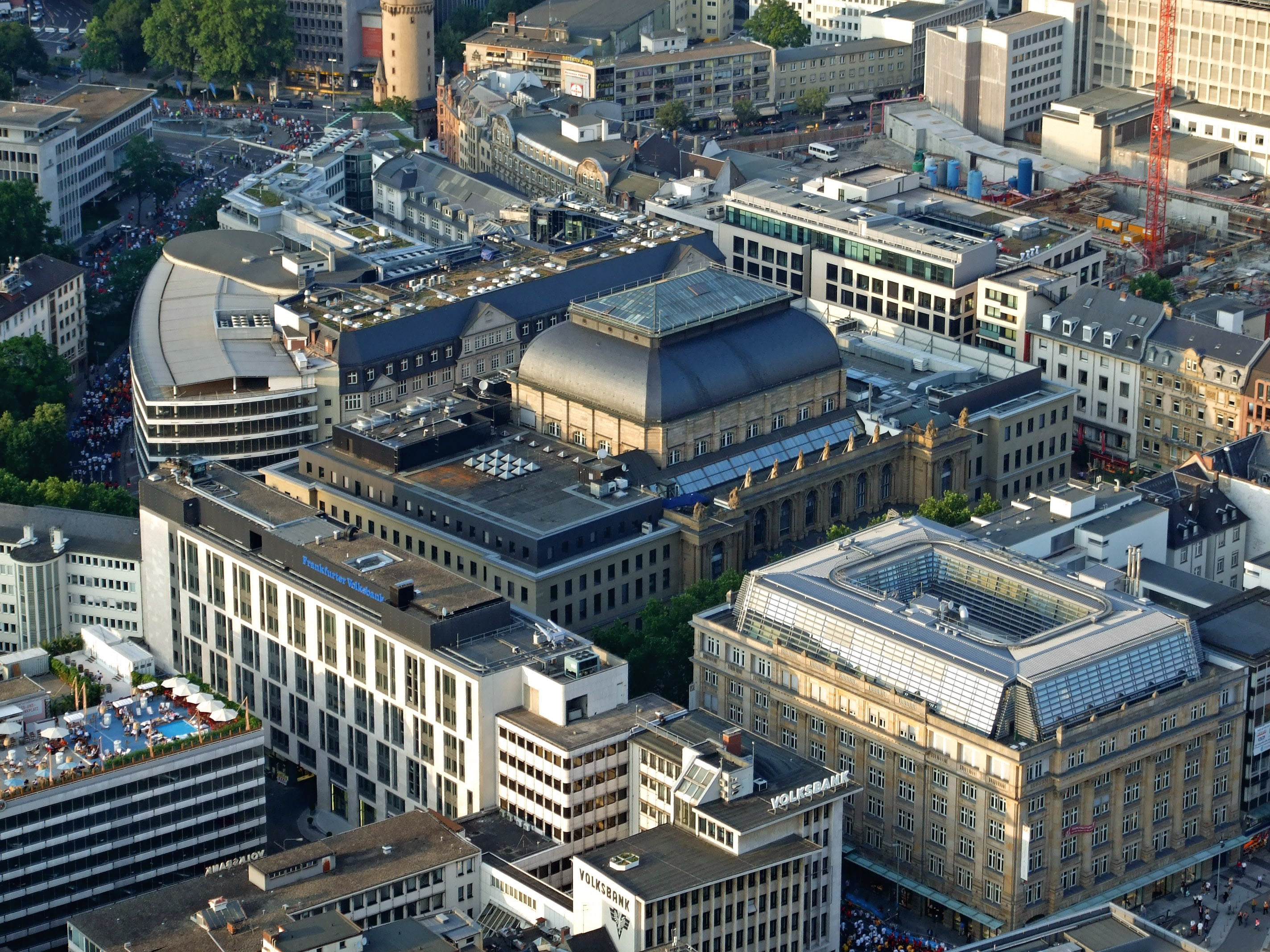
Börse vom Main Tower aus gesehen

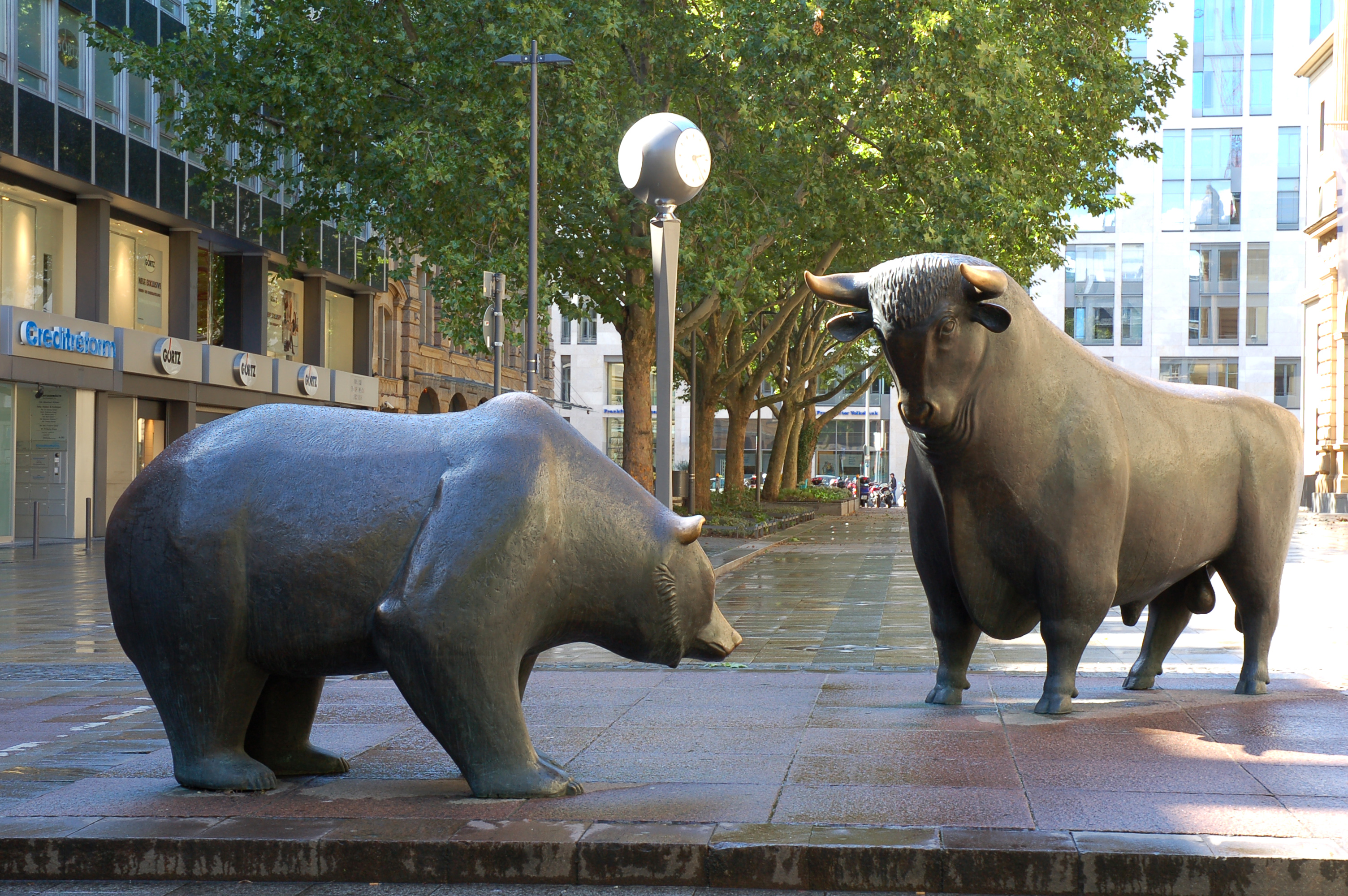
Reinhard Dachlauer: Bulle & Bär, Bronzeskulpturen auf dem Börsenplatz als Symbol für die steigenden und fallenden Aktienkurse

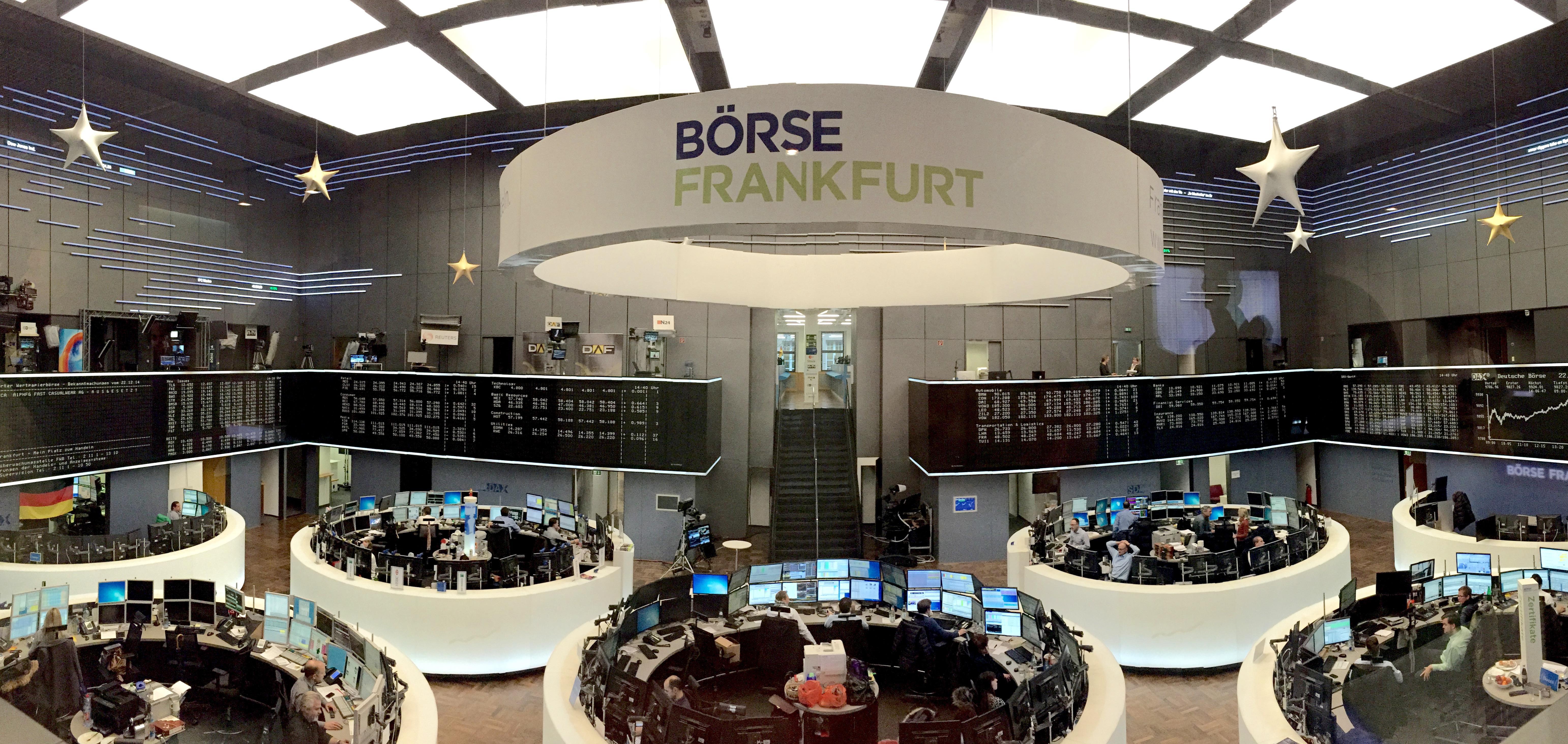
Blick in den Handelssaal

### Parkettumbau
Von Oktober 2006 bis Februar 2007 wurde der Handelssaal der Frankfurter Wertpapierbörse restauriert und optisch und technisch erneuert. Die vorher rechteckigen Schranken sind nun rund. Für Börsengänge wurden zwei gesonderte Arbeitsplätze unter der bekannten DAX-Tafel eingerichtet. Eine neue Lichterdecke wurde installiert. Erhalten blieb die Kursanzeige („DAX-Tafel“) als Flip-Dot-Display von Telenorma wegen ihres Wiedererkennungswerts.
Der Umbau fand bei laufendem Handel statt. Die Fernsehsender berichteten aus den übrigen Räumen, hauptsächlich dem ehemaligen Rentensaal. Die Besuchergalerie war während der Arbeiten zwar geöffnet, gewährte jedoch nur einen eingeschränkten Einblick auf die Baustelle. Nach vier Monaten Bauzeit wurde der Handelssaal am 26. Februar 2007 wiedereröffnet.

### Ende des Parketthandels
Im Mai 2011 wurde der Parketthandel der Frankfurter Wertpapierbörse nach 425 Jahren eingestellt und ab 23. Mai 2011 auf die elektronische Handelsplattform Xetra übertragen. Die Tätigkeit der bisherigen Skontroführer wurde von Computern übernommen, und die ehemaligen Kursmakler wurden zu so genannten Spezialisten, die das Handelssystem kontrollieren und ggf. Liquidität bereitstellen. Es sind neun Spezialisten, Stand 2024, an der Börse Frankfurt registriert.

## Medien

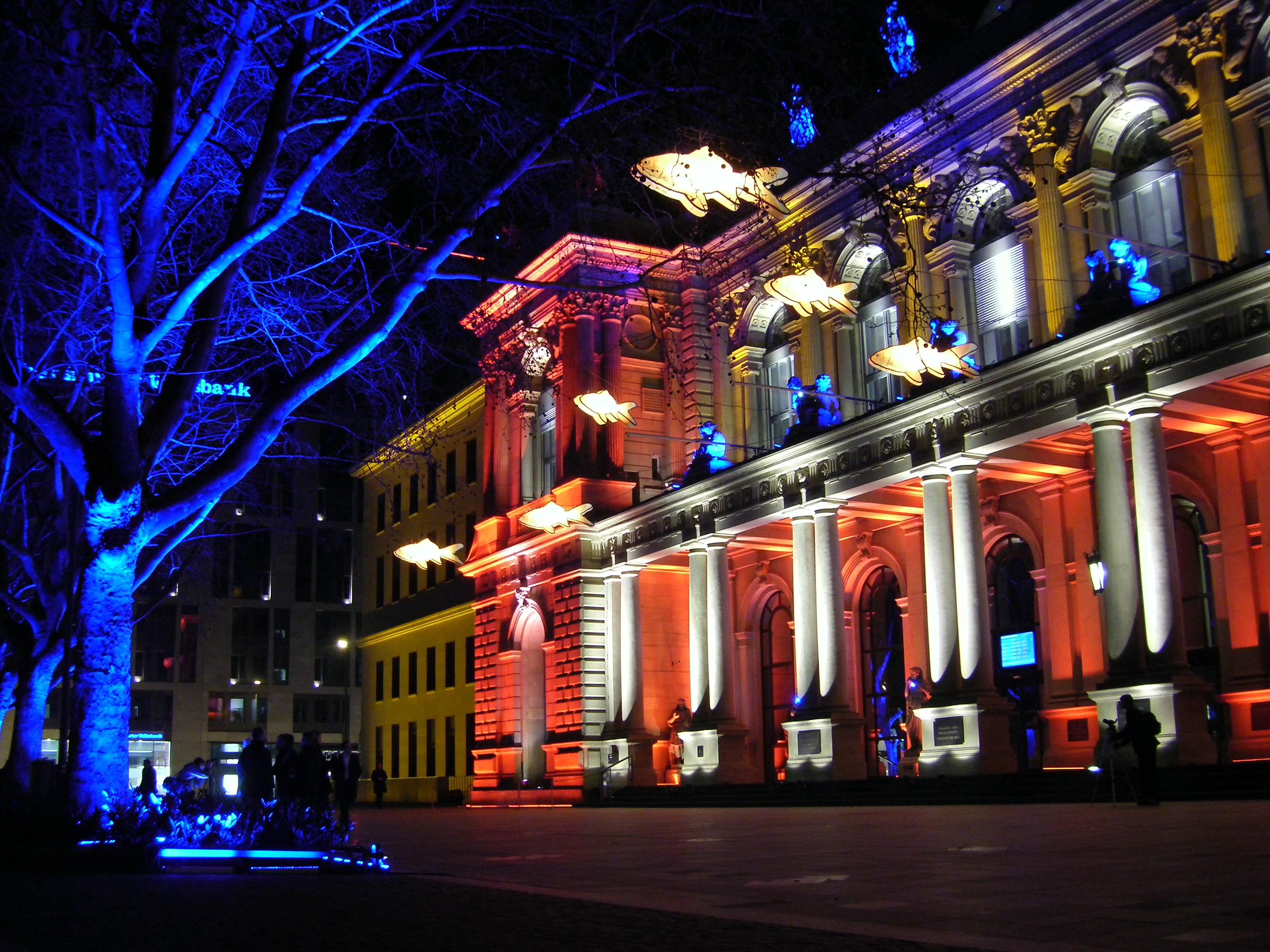
Börsengebäude zum Lichtkunst-Festival Luminale (2008)

Einige Fernsehanstalten berichten mehrmals täglich live aus dem Handelssaal der Frankfurter Wertpapierbörse. Pionier der ausführlichen Live-Berichterstattung war die Telebörse ab 1987 bei Sat.1, heute bei n-tv. Außerdem ist die ARD über den Hessischen Rundfunk und die Deutsche Welle vertreten. Unter anderem wird die Sendung Wirtschaft vor acht produziert, die kurz vor der Hauptausgabe der Tagesschau im Ersten ausgestrahlt wird. Auf tagesschau24 ist werktags kurz nach 9 Uhr das halbstündige Update Wirtschaft zu sehen. Auch berichten die Fernsehsender DAF, Bloomberg Television, ZDF, n-tv, Welt (vormals N24), CNBC Europe, Inside Wirtschaft und Handelsblatt von der Börse.

## Marktaufsicht in Deutschland
Die unabhängige Marktaufsicht in Deutschland setzt sich zusammen aus der Handelsüberwachungsstelle (HÜSt), der Börsenaufsichtsbehörde des Hessischen Wirtschaftsministeriums und der Bundesanstalt für Finanzdienstleistungsaufsicht (BaFin).